# Killington Resort
Killington Resort, de son nom complet « Killington Mountain Resort & Ski Area » est une station de sports d'hiver nord-américaine située a proximité de Killington dans l'état du Vermont.
Elle est la plus grande station de l'est des États-Unis et celle qui propose la plus grande amplitude d'altitude en Nouvelle-Angleterre.

## Histoire
En 1955 Preston Leete Smith, un entrepreneur et amateur de ski, cherche l'emplacement idéal pour bâtir une station de sports d'hiver dans le Vermont. L'officier d'état Perry Merrill lui suggère le site du pic Killington que l'État est prêt à lui louer. Satisfait de la proposition Smith y démarre les travaux pour finalement ouvrir la station le 13 décembre 1958 autour du Snowdon peak. Elle est alors équipée de 4 remontés-mécaniques. La station s’agrandit aux sommets alentour, devenant une des plus importantes de la région, et proposant une offre de remontées mécaniques et de pistes de tous niveaux, permettant à la station de viser une clientèle large. Dès sa seconde saison (1959-1960) elle s'étend au Killington Peak et peut alors se targuer d'avoir le remonte-pente (un téléski) le plus haut de la Nouvelle-Angleterre.
Puis la saison 1962-63 voit un troisième sommet intégrer la station, le Ram's Head
Dans les années 1960 elle devient une des premières stations à s'équiper en canons à neige, même si la première tentative lors de la saison 1963-64 fut un échec (l’installation n'ayant pas résisté à la pression).
Lors de la saison 1968-69 un quatrième secteur vient agrandir la station : « Killington East ». L'équipement phare de l'extension est une télécabine en trois tronçons qui devient alors la remontée mécanique la plus longue du monde, mais dont la mise en service se révèle compliquée et qui ne sera complètement effective que lors de l'hiver suivant.
Le « Vermont Environmental Act 250 » freine considérablement l’extension de la station alors que le secteur connait de sérieuses difficultés (faible enneigement, faillites) avant de reprendre au cours des années 80 : En 1983 elle s'étend sur six sommets.
Cette nouvelle vague d’extensions commence en fait dès l'hiver 1977-78 avec l'ouverture d'un nouveau secteur attenant au Killington Peak, « l'Eagle Ridge ». Il est renommé plus tard « South Ridge ».
L'année suivante c'est un cinquième secteur qui complète la station : le « Bear Mountain ». C'est un secteur composé de pistes raides et bosselées, qui devient très prisé des skieurs expérimentés et des amateurs de bosses.
Enfin la saison 1982-83 voit l'ouverture d'un sixième secteur, le secteur « Sunrise » qui devait n'être qu'une étape vers le Parker's Gore. Néanmoins ce dernier projet est l'objet de nombreuses oppositions et après de nombreux recours sera définitivement abandonné à la fin des années 90.
En 2016 Killington obtient l'organisation de deux manches de la coupe du monde féminine de ski alpin, un slalom géant (le samedi 26 novembre) et un slalom (le dimanche 27). C'est la première fois pour la station, et la première fois depuis vingt-cinq ans en Nouvelle-Angleterre.

## Domaine
Le domaine de Killington est organisé autour du pic Killington, le second sommet le plus haut des montagnes Vertes et de l'État du Vermont derrière le mont Mansfield : 1 289 mètres contre 1 339 mètres.
Il s'étend sur 610 hectares pour des altitudes comprises entre 325 mètres et 1 382 mètres, ce qui en fait la plus grande station de ski de l'est des États-Unis.
Au début de l'hiver 2016 le domaine skiable est composé de 155 pistes pour un total de 117 km, pistes réparties en trois niveaux de difficulté : 28 % sont considérées comme faciles, 33 % comme moyennes et 39 % comme difficiles. Ces 155 pistes sont desservies par 21 remontées mécaniques : 2 télécabines, 13 télésièges, 3 téléskis et 3 tapis roulants. Ces installations permettent un débit de 37 535 passagers par heure en 2016.
La station est également dotée de six zones dédiées aux snowboarders et au freeriders, dont « The stash », une zone proposant 65 éléments, ou « NeffLand » et ses deux half-pipes.
Station pionnière en matière d'enneigement artificiel, environ 70 % de son domaine est couvert par des canons à neige. Ce dispositif lui a permis d'être ouverte 246 jours consécutifs entre le 20 octobre 1983 et le 21 juin 1984, performance remarquable pour une station sans glacier.
Propriétaire de la station de Killington depuis 2007, la Powdr Corporation (en) possède aussi la station voisine (moins de 8 km) de Pico Mountain (en), station plus petite et actuellement reliée par navettes mais que les propriétaires souhaitent relier à Killington pour en faire une septième zone de la station à part entière.